# Осташковский район
Оста́шковский райо́н — район, существовавший в Тверской области России с 1929 до 2017 гг.
В рамках муниципального устройства, в границах упразднённого муниципального района 28 апреля 2017 года образовано новое муниципальное образование Оста́шковский городской округ.
В рамках административно-территориального устройства области, на его территории образована административно-территориальная единица, соответствующая категории округ.
Административный центр — город Осташков, наделён статусом города окружного значения.

## География
Площадь 3202 км². В Осташковском районе расположено озеро Селигер. Кроме Селигера в районе множество более мелких озёр, крупнейшие из которых — Глубокое, Сабро, Сиг и Сонино.
На территории района, в деревне Волговерховье берёт начало река Волга.

## Население
Район
| 1939    | 1959    | 1970    | 1979    | 1989    | 2002    | 2006    | 2009    | 2010    |
| ------- | ------- | ------- | ------- | ------- | ------- | ------- | ------- | ------- |
| 60 945  | ↘38 732 | ↘26 113 | ↘10 644 | ↘8921   | ↘7357   | ↘6800   | ↗25 335 | ↘23 761 |
| 2011    | 2012    | 2013    | 2014    | 2015    | 2016    | 2017    | 2018    | 2019    |
| ↘23 670 | ↗23 708 | ↘23 323 | ↘23 042 | ↘22 700 | ↘22 343 | ↘21 994 | ↘21 549 | ↘21 051 |
| 2020    | 2021    |         |         |         |         |         |         |         |
| ↘20 452 | ↗21 849 |         |         |         |         |         |         |         |

Городской округ
| 1939    | 1959    | 1970    | 1979    | 1989    | 2002    | 2006    |
| ------- | ------- | ------- | ------- | ------- | ------- | ------- |
| 60 945  | ↘38 732 | ↘26 113 | ↘10 644 | ↘8921   | ↘7357   | ↘6800   |
| 2009    | 2010    | 2011    | 2012    | 2013    | 2014    | 2015    |
| ↗25 335 | ↘23 761 | ↘23 670 | ↗23 708 | ↘23 323 | ↘23 042 | ↘22 700 |
| 2016    | 2017    | 2018    | 2019    | 2020    | 2021    |         |
| ↘22 343 | ↘21 994 | ↘21 549 | ↘21 051 | ↘20 452 | ↗21 849 |         |

### Урбанизация
В городских условиях (город Осташков) проживают 76,31 % населения района.
По итогам переписи населения 2020 года проживали следующие национальности (национальности менее 0,1 % и другое, см. в сноске к строке «Другие»):
| Национальность | Численность, чел. | Доля     |
| -------------- | ----------------- | -------- |
| Русские        | 19 537            | 89,42 %  |
| Азербайджанцы  | 84                | 0,38 %   |
| Украинцы       | 81                | 0,37 %   |
| Таджики        | 30                | 0,14 %   |
| Белорусы       | 23                | 0,11 %   |
| Другие         | 2094              | 9,58 %   |
| Итого          | 21 849            | 100,00 % |

## История
Район образован в 1929 году в составе Великолукского округа Западной области из части территории Осташковского уезда Тверской губернии. 29 января 1935 года передан в состав Калининской области.
В 1940 году в состав района входило 30 сельских советов: Белковский, Ботовский, Глубочинский, Дубковский, Емшинский, Ждановский, Жегаловский, Жуковский, Заборский, Задубский, Заозерский, Зехновский, Коммуно-Аврорский, Котчищевский, Красноармейский, Локотецкий, Мошугино-Горский, Мошенский, Ореховский, Первомайский, Святосельский, Селигеровский, Сиговский, Сорожский, Сосницкий, Становский, Старопольский, Урицкий, Щучьевский, Ясенский.
Законом Тверской области от 17 апреля 2017 года № 27-ЗО, все муниципальные образования Осташковского района были преобразованы в Осташковский городской округ, а административно-территориальная единица Осташковский район преобразуется в округ Осташков.

## Муниципальное устройство

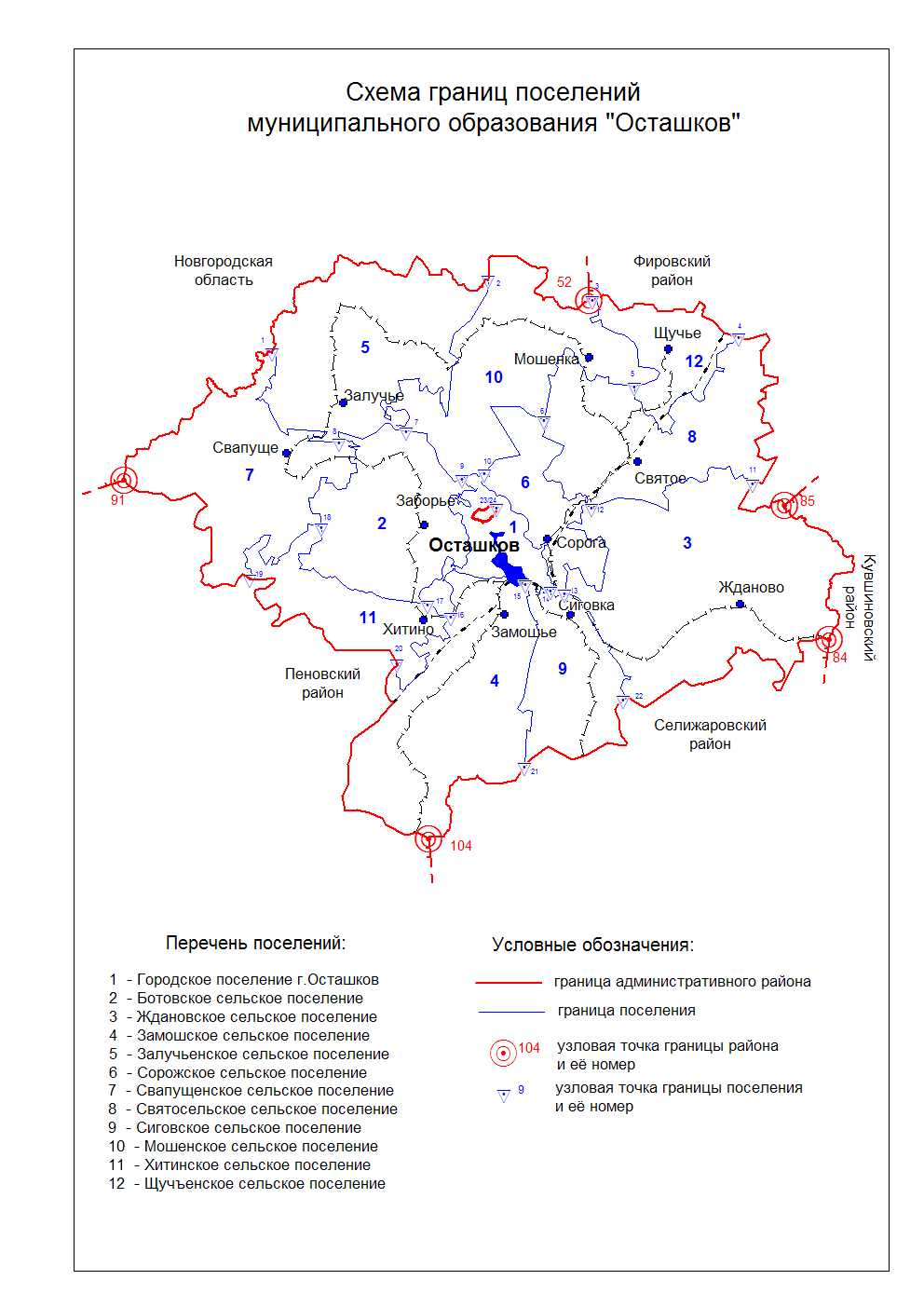
Схема границ муниципальных образований до 2013 года

Законом Тверской области от 28 марта 2013 года № 16-ЗО, были преобразованы, путём их объединения, Щучьенское и Святосельское сельские поселения в Святосельское сельское поселение.
До 2017 года в муниципальном районе было одно городское и десять сельских поселений:
| №        | Упразднённое муниципальное образование | Административный центр | Количество населённых пунктов | Население, чел. | Площадь, км² |
| -------- | -------------------------------------- | ---------------------- | ----------------------------- | --------------- | ------------ |
| 1e-06    | Городское поселение:                   |                        |                               |                 |              |
| 1        | город Осташков                         | город Осташков         | 1                             | ↗16 674         | 93,70        |
| 1.000002 | Сельские поселения:                    |                        |                               |                 |              |
| 2        | Ботовское сельское поселение           | деревня Заборье        | 25                            | ↗627            | 259,16       |
| 3        | Ждановское сельское поселение          | деревня Жданово        | 14                            | ↘436            | 542,60       |
| 4        | Залучьенское сельское поселение        | деревня Залучье        | 31                            | →311            | 348,90       |
| 5        | Замошское сельское поселение           | деревня Замошье        | 37                            | ↗532            | 391,73       |
| 6        | Мошенское сельское поселение           | деревня Мошенка        | 28                            | ↘357            | 307,50       |
| 7        | Свапущенское сельское поселение        | деревня Свапуще        | 31                            | ↘571            | 311,42       |
| 8        | Святосельское сельское поселение       | село Святое            | 24                            | ↘634            | 422,96       |
| 9        | Сиговское сельское поселение           | посёлок Сиговка        | 23                            | ↗1177           | 172,07       |
| 10       | Сорожское сельское поселение           | деревня Сорога         | 23                            | ↘801            | 128,10       |
| 11       | Хитинское сельское поселение           | деревня Хитино         | 11                            | →230            | 150,10       |

## Населённые пункты
В состав городского округа (до 28 апреля 2017 года — муниципального района и соответствующего района) входят 248 населённых пунктов:
| №   | Населённый пункт     | Тип                     | Население | бывшее муниципальное образование упразднённого муниципального района |
| --- | -------------------- | ----------------------- | --------- | -------------------------------------------------------------------- |
| 1   | Александрово         | деревня                 | ↘0        | Сиговское сельское поселение                                         |
| 2   | Алексеевское         | деревня                 | ↘1        | Свапущенское сельское поселение                                      |
| 3   | Алкатово             | деревня                 | 17        | Замошское сельское поселение                                         |
| 4   | Ананьино             | деревня                 | ↘7        | Сиговское сельское поселение                                         |
| 5   | Анушино              | деревня                 | 14        | Святосельское сельское поселение                                     |
| 6   | Бараново             | деревня                 | ↘12       | Ботовское сельское поселение                                         |
| 7   | Барутино             | деревня                 | ↗1        | Свапущенское сельское поселение                                      |
| 8   | Белка                | деревня                 | ↘8        | Свапущенское сельское поселение                                      |
| 9   | Белкино              | деревня                 | 9         | Святосельское сельское поселение                                     |
| 10  | Березово             | деревня                 | 23        | Святосельское сельское поселение                                     |
| 11  | Берёзовый Рядок      | деревня                 | ↘131      | Залучьенское сельское поселение                                      |
| 12  | Береснево            | деревня                 | ↘10       | Залучьенское сельское поселение                                      |
| 13  | Боголюбское          | деревня                 | 0         | Замошское сельское поселение                                         |
| 14  | Болошово             | деревня                 | ↗1        | Залучьенское сельское поселение                                      |
| 15  | Большое Веретье      | деревня                 | →21       | Мошенское сельское поселение                                         |
| 16  | Большое Ильинское    | деревня                 | 1         | Замошское сельское поселение                                         |
| 17  | Большое Лохово       | деревня                 | 7         | Замошское сельское поселение                                         |
| 18  | Большое Ронское      | деревня                 | 6         | Замошское сельское поселение                                         |
| 19  | Большой Чащивец      | деревня                 | ↘11       | Залучьенское сельское поселение                                      |
| 20  | Бородино             | деревня                 | ↗11       | Мошенское сельское поселение                                         |
| 21  | Ботово               | деревня                 | ↘1        | Ботовское сельское поселение                                         |
| 22  | Буковичи             | деревня                 | ↘1        | Сиговское сельское поселение                                         |
| 23  | Бухвостово           | деревня                 | ↘0        | Мошенское сельское поселение                                         |
| 24  | Верхние Котицы       | деревня                 | ↗16       | Сиговское сельское поселение                                         |
| 25  | Волговерховье        | деревня                 | ↘1        | Свапущенское сельское поселение                                      |
| 26  | Волоховщина          | деревня                 | ↘17       | Мошенское сельское поселение                                         |
| 27  | Волчья Гора          | деревня                 | →0        | Сиговское сельское поселение                                         |
| 28  | Воровское            | деревня                 | →1        | Свапущенское сельское поселение                                      |
| 29  | Вороново             | деревня                 | →7        | Свапущенское сельское поселение                                      |
| 30  | Выворожье            | деревня                 | →0        | Ботовское сельское поселение                                         |
| 31  | Выселок Ильинское    | деревня                 | ↘0        | Замошское сельское поселение                                         |
| 32  | Высокое              | деревня                 | ↘11       | Свапущенское сельское поселение                                      |
| 33  | Вязовня              | деревня                 | 19        | Замошское сельское поселение                                         |
| 34  | Гладкое              | деревня                 | ↘18       | Сиговское сельское поселение                                         |
| 35  | Глебово              | деревня                 | ↘8        | Мошенское сельское поселение                                         |
| 36  | Глубочица            | деревня                 | →13       | Сорожское сельское поселение                                         |
| 37  | Голенек              | деревня                 | ↘12       | Мошенское сельское поселение                                         |
| 38  | Горбово              | деревня                 | ↘13       | Сиговское сельское поселение                                         |
| 39  | Горка                | деревня                 | ↘1        | Ботовское сельское поселение                                         |
| 40  | Горка                | деревня                 | ↗1        | Залучьенское сельское поселение                                      |
| 41  | Горовастица          | деревня                 | 20        | Святосельское сельское поселение                                     |
| 42  | Горовастица          | станция                 | 1         | Святосельское сельское поселение                                     |
| 43  | Городец              | деревня                 | ↗23       | Мошенское сельское поселение                                         |
| 44  | Городище             | деревня                 | 10        | Замошское сельское поселение                                         |
| 45  | Городок              | деревня                 | ↗6        | Свапущенское сельское поселение                                      |
| 46  | Гринино              | деревня                 | 14        | Святосельское сельское поселение                                     |
| 47  | Гуща                 | деревня                 | ↗48       | Ботовское сельское поселение                                         |
| 48  | Давыдово             | деревня                 | 5         | Хитинское сельское поселение                                         |
| 49  | Данилово             | деревня                 | 0         | Замошское сельское поселение                                         |
| 50  | Дмитровщина          | деревня                 | ↘1        | Залучьенское сельское поселение                                      |
| 51  | Доброе               | деревня                 | ↘1        | Мошенское сельское поселение                                         |
| 52  | Дроздово             | деревня                 | ↘16       | Ботовское сельское поселение                                         |
| 53  | Дубенка              | деревня                 | 0         | Святосельское сельское поселение                                     |
| 54  | Дубово               | деревня                 | ↘1        | Мошенское сельское поселение                                         |
| 55  | Дубок                | деревня                 | ↘5        | Сорожское сельское поселение                                         |
| 56  | Дубровка             | деревня                 | ↘1        | Залучьенское сельское поселение                                      |
| 57  | Дубье                | деревня                 | ↗9        | Ботовское сельское поселение                                         |
| 58  | Дулово               | деревня                 | ↘17       | Сиговское сельское поселение                                         |
| 59  | Ель                  | деревня                 | 0         | Ждановское сельское поселение                                        |
| 60  | Жалыбня              | деревня                 | ↗12       | Залучьенское сельское поселение                                      |
| 61  | Жар                  | деревня                 | ↗19       | Сорожское сельское поселение                                         |
| 62  | Жданово              | деревня                 | ↘360      | Ждановское сельское поселение                                        |
| 63  | Жданское             | деревня                 | ↘5        | Ботовское сельское поселение                                         |
| 64  | Жегалово             | деревня                 | ↗14       | Залучьенское сельское поселение                                      |
| 65  | Жилино               | деревня                 | ↘1        | Ждановское сельское поселение                                        |
| 66  | Жирома               | деревня                 | →0        | Залучьенское сельское поселение                                      |
| 67  | Жук                  | деревня                 | ↘1        | Сиговское сельское поселение                                         |
| 68  | Жуково               | деревня                 | 20        | Хитинское сельское поселение                                         |
| 69  | Жулево               | деревня                 | 6         | Замошское сельское поселение                                         |
| 70  | Заболотье            | деревня                 | 1         | Ждановское сельское поселение                                        |
| 71  | Заболотье            | деревня                 | ↘18       | Залучьенское сельское поселение                                      |
| 72  | Заболотье            | деревня                 | 1         | Замошское сельское поселение                                         |
| 73  | Заборки              | деревня                 | ↘19       | Ботовское сельское поселение                                         |
| 74  | Заборье              | деревня                 | ↘34       | Ботовское сельское поселение                                         |
| 75  | Задубье              | деревня                 | ↘19       | Мошенское сельское поселение                                         |
| 76  | Залесье              | деревня                 | →7        | Свапущенское сельское поселение                                      |
| 77  | Залесье              | деревня                 | ↘22       | Сорожское сельское поселение                                         |
| 78  | Залучье              | деревня                 | ↘26       | Залучьенское сельское поселение                                      |
| 79  | Залучье              | деревня                 | →19       | Сорожское сельское поселение                                         |
| 80  | Зальцо               | деревня                 | ↘5        | Сорожское сельское поселение                                         |
| 81  | Замошье              | деревня                 | ↘73       | Замошское сельское поселение                                         |
| 82  | Занепречье           | деревня                 | ↘12       | Замошское сельское поселение                                         |
| 83  | Заозерье             | деревня                 | ↗8        | Залучьенское сельское поселение                                      |
| 84  | Заозерье             | деревня                 | 1         | Святосельское сельское поселение                                     |
| 85  | Заплавье             | деревня                 | ↘44       | Мошенское сельское поселение                                         |
| 86  | Заполек              | деревня                 | ↗8        | Мошенское сельское поселение                                         |
| 87  | Заречье              | деревня                 | ↘1        | Ботовское сельское поселение                                         |
| 88  | Заречье              | деревня                 | ↘25       | Ботовское сельское поселение                                         |
| 89  | Заселье              | деревня                 | ↘8        | Сорожское сельское поселение                                         |
| 90  | Заузье               | деревня                 | →1        | Залучьенское сельское поселение                                      |
| 91  | Звягино              | деревня                 | ↘20       | Ботовское сельское поселение                                         |
| 92  | Зехново              | деревня                 | ↘212      | Сиговское сельское поселение                                         |
| 93  | Зорино               | деревня                 | ↗8        | Сорожское сельское поселение                                         |
| 94  | Иванова Гора         | деревня                 | ↘40       | Замошское сельское поселение                                         |
| 95  | Ивановское           | деревня                 | →1        | Свапущенское сельское поселение                                      |
| 96  | Ивановщина           | деревня                 | ↘0        | Свапущенское сельское поселение                                      |
| 97  | Игнашовка            | деревня                 | →5        | Свапущенское сельское поселение                                      |
| 98  | Карповщина           | деревня                 | 18        | Хитинское сельское поселение                                         |
| 99  | Картунь              | деревня                 | →0        | Залучьенское сельское поселение                                      |
| 100 | Клетино              | деревня                 | 1         | Ждановское сельское поселение                                        |
| 101 | Климова Гора         | деревня                 | ↘16       | Мошенское сельское поселение                                         |
| 102 | Княжое               | деревня                 | ↘1        | Мошенское сельское поселение                                         |
| 103 | Кобенево             | деревня                 | 1         | Замошское сельское поселение                                         |
| 104 | Кожурица             | деревня                 | ↘0        | Хитинское сельское поселение                                         |
| 105 | Коковкино            | деревня                 | ↘59       | Свапущенское сельское поселение                                      |
| 106 | Колода               | деревня                 | →0        | Свапущенское сельское поселение                                      |
| 107 | Конево               | деревня                 | →0        | Ботовское сельское поселение                                         |
| 108 | Конец                | деревня                 | ↗11       | Ботовское сельское поселение                                         |
| 109 | Кононово             | деревня                 | 0         | Хитинское сельское поселение                                         |
| 110 | Кордон Слобода       | населённый пункт        | 0         | Святосельское сельское поселение                                     |
| 111 | Корпово              | деревня                 | ↘18       | Залучьенское сельское поселение                                      |
| 112 | Косарово             | деревня                 | 27        | Замошское сельское поселение                                         |
| 113 | Котчище              | деревня                 | 15        | Святосельское сельское поселение                                     |
| 114 | Кравотынь            | деревня                 | →21       | Сорожское сельское поселение                                         |
| 115 | Краклово             | деревня                 | 9         | Замошское сельское поселение                                         |
| 116 | Крапивня             | деревня                 | 18        | Ждановское сельское поселение                                        |
| 117 | Красуха              | деревня                 | ↘28       | Мошенское сельское поселение                                         |
| 118 | Кречетово            | деревня                 | 0         | Замошское сельское поселение                                         |
| 119 | Крутец               | деревня                 | 8         | Ждановское сельское поселение                                        |
| 120 | Кукорево             | деревня                 | 0         | Ждановское сельское поселение                                        |
| 121 | Кулатово             | деревня                 | ↘13       | Сиговское сельское поселение                                         |
| 122 | Куряево              | деревня                 | 40        | Замошское сельское поселение                                         |
| 123 | Ласкоревщина         | деревня                 | ↗1        | Мошенское сельское поселение                                         |
| 124 | Лежнево              | деревня                 | 11        | Святосельское сельское поселение                                     |
| 125 | Лещины               | деревня                 | ↗14       | Сорожское сельское поселение                                         |
| 126 | Липовец              | деревня                 | 23        | Ждановское сельское поселение                                        |
| 127 | Липуха               | деревня                 | →0        | Свапущенское сельское поселение                                      |
| 128 | Локотец              | деревня                 | ↘37       | Сорожское сельское поселение                                         |
| 129 | Лом                  | деревня                 | 1         | Святосельское сельское поселение                                     |
| 130 | Лукьяново            | деревня                 | 11        | Святосельское сельское поселение                                     |
| 131 | Лучки                | деревня                 | ↘0        | Залучьенское сельское поселение                                      |
| 132 | Любимка              | деревня                 | 1         | Хитинское сельское поселение                                         |
| 133 | Люшино               | деревня                 | →0        | Свапущенское сельское поселение                                      |
| 134 | Ляпино               | деревня                 | ↘7        | Сорожское сельское поселение                                         |
| 135 | Малое Веретье        | деревня                 | ↗1        | Мошенское сельское поселение                                         |
| 136 | Малое Ильинское      | деревня                 | 0         | Замошское сельское поселение                                         |
| 137 | Малое Лохово         | деревня                 | 11        | Замошское сельское поселение                                         |
| 138 | Малое Ронское        | деревня                 | 1         | Замошское сельское поселение                                         |
| 139 | Малый Чащивец        | деревня                 | ↘1        | Залучьенское сельское поселение                                      |
| 140 | Мартюшино            | деревня                 | 11        | Ждановское сельское поселение                                        |
| 141 | Марьино              | деревня                 | ↗11       | Сорожское сельское поселение                                         |
| 142 | Маслово              | деревня                 | 0         | Замошское сельское поселение                                         |
| 143 | Матерово             | деревня                 | ↗5        | Залучьенское сельское поселение                                      |
| 144 | Машугина Гора        | деревня                 | ↘17       | Залучьенское сельское поселение                                      |
| 145 | Междуречье           | деревня                 | 12        | Святосельское сельское поселение                                     |
| 146 | Межник               | деревня                 | →0        | Залучьенское сельское поселение                                      |
| 147 | Могилево             | деревня                 | ↘8        | Залучьенское сельское поселение                                      |
| 148 | Мосеевцы             | деревня                 | ↘29       | Свапущенское сельское поселение                                      |
| 149 | Мошенка              | деревня                 | ↘145      | Мошенское сельское поселение                                         |
| 150 | Нелегино             | деревня                 | ↘1        | Сиговское сельское поселение                                         |
| 151 | Неприе               | деревня                 | ↗25       | Ботовское сельское поселение                                         |
| 152 | Нескучное            | деревня                 | 5         | Замошское сельское поселение                                         |
| 153 | Нехина Гора          | деревня                 | 0         | Замошское сельское поселение                                         |
| 154 | Нижние Котицы        | деревня                 | ↗17       | Сиговское сельское поселение                                         |
| 155 | Никишки              | деревня                 | 0         | Замошское сельское поселение                                         |
| 156 | Никола Рожок         | деревня                 | ↘1        | Ботовское сельское поселение                                         |
| 157 | Никольское           | деревня                 | 12        | Замошское сельское поселение                                         |
| 158 | Новинка              | деревня                 | ↘10       | Свапущенское сельское поселение                                      |
| 159 | Новые Ельцы          | деревня                 | ↘194      | Ботовское сельское поселение                                         |
| 160 | Носовица             | деревня                 | ↘0        | Хитинское сельское поселение                                         |
| 161 | Овинец               | деревня                 | ↘18       | Залучьенское сельское поселение                                      |
| 162 | Озерки               | деревня                 | ↘14       | Сиговское сельское поселение                                         |
| 163 | Ореховка             | деревня                 | ↘35       | Мошенское сельское поселение                                         |
| 164 | Орлово               | деревня                 | ↘0        | Мошенское сельское поселение                                         |
| 165 | Осинка               | деревня                 | ↘0        | Мошенское сельское поселение                                         |
| 166 | Осташков             | город                   | ↗16 674   | Городское поселение город Осташков                                   |
| 167 | Острицы              | деревня                 | ↘1        | Сорожское сельское поселение                                         |
| 168 | Осцы                 | посёлок                 | ↘107      | Сиговское сельское поселение                                         |
| 169 | Павлиха              | деревня                 | ↘1        | Мошенское сельское поселение                                         |
| 170 | Палиха               | деревня                 | 1         | Хитинское сельское поселение                                         |
| 171 | Панюки               | деревня                 | ↘5        | Сиговское сельское поселение                                         |
| 172 | Пачково              | деревня                 | ↘23       | Сорожское сельское поселение                                         |
| 173 | Первое Мая           | деревня                 | 0         | Святосельское сельское поселение                                     |
| 174 | Перетерг             | деревня                 | →0        | Залучьенское сельское поселение                                      |
| 175 | Пески                | деревня                 | ↘8        | Сорожское сельское поселение                                         |
| 176 | Петриково            | деревня                 | 1         | Замошское сельское поселение                                         |
| 177 | Петровское           | деревня                 | 1         | Ждановское сельское поселение                                        |
| 178 | Пихтень              | деревня                 | 9         | Хитинское сельское поселение                                         |
| 179 | Погорелое            | деревня                 | ↘31       | Сорожское сельское поселение                                         |
| 180 | Подгорье             | деревня                 | ↗1        | Свапущенское сельское поселение                                      |
| 181 | Подолище             | деревня                 | ↘1        | Мошенское сельское поселение                                         |
| 182 | Покровское           | деревня                 | 1         | Замошское сельское поселение                                         |
| 183 | Покровское           | деревня                 | ↘144      | Сорожское сельское поселение                                         |
| 184 | Польки               | деревня                 | 1         | Замошское сельское поселение                                         |
| 185 | Поребрица            | деревня                 | 17        | Хитинское сельское поселение                                         |
| 186 | Поселье              | деревня                 | ↘1        | Залучьенское сельское поселение                                      |
| 187 | Пыжи                 | деревня                 | →0        | Сиговское сельское поселение                                         |
| 188 | Радухово             | деревня                 | ↘5        | Ботовское сельское поселение                                         |
| 189 | Раменье              | деревня                 | 0         | Ждановское сельское поселение                                        |
| 190 | Рвеница              | деревня                 | →40       | Свапущенское сельское поселение                                      |
| 191 | Ровень Мосты         | деревня                 | ↘0        | Залучьенское сельское поселение                                      |
| 192 | Роги                 | деревня                 | 19        | Святосельское сельское поселение                                     |
| 193 | Рогожа               | деревня                 | ↘212      | Сиговское сельское поселение                                         |
| 194 | Рязановщина          | деревня                 | ↘5        | Залучьенское сельское поселение                                      |
| 195 | Савина Гора          | деревня                 | →0        | Свапущенское сельское поселение                                      |
| 196 | Сальниковщина        | деревня                 | ↗1        | Мошенское сельское поселение                                         |
| 197 | Самара               | деревня                 | 7         | Замошское сельское поселение                                         |
| 198 | Свапуще              | деревня                 | ↘354      | Свапущенское сельское поселение                                      |
| 199 | Светлица             | деревня                 | ↗86       | Сорожское сельское поселение                                         |
| 200 | Святое               | деревня                 | →0        | Мошенское сельское поселение                                         |
| 201 | Святое               | село                    | ↘411      | Святосельское сельское поселение                                     |
| 202 | Семеновщина          | деревня                 | 13        | Святосельское сельское поселение                                     |
| 203 | Сиговка              | посёлок                 | ↘448      | Сиговское сельское поселение                                         |
| 204 | Сигово               | деревня                 | 0         | Замошское сельское поселение                                         |
| 205 | Сигово               | железнодорожная станция | 17        | Замошское сельское поселение                                         |
| 206 | Слобода              | деревня                 | ↘17       | Ботовское сельское поселение                                         |
| 207 | Смешово              | деревня                 | 0         | Ждановское сельское поселение                                        |
| 208 | Собро                | деревня                 | ↘1        | Ботовское сельское поселение                                         |
| 209 | Сорога               | деревня                 | ↘176      | Сорожское сельское поселение                                         |
| 210 | Сосница              | деревня                 | ↘25       | Залучьенское сельское поселение                                      |
| 211 | Сосново              | деревня                 | ↘15       | Свапущенское сельское поселение                                      |
| 212 | Спицино              | деревня                 | ↘18       | Сиговское сельское поселение                                         |
| 213 | Старое Село          | деревня                 | ↘5        | Свапущенское сельское поселение                                      |
| 214 | Старые Поля          | деревня                 | 15        | Ждановское сельское поселение                                        |
| 215 | Старый Сиг           | деревня                 | ↘1        | Сиговское сельское поселение                                         |
| 216 | Студенец             | деревня                 | 1         | Замошское сельское поселение                                         |
| 217 | Сухая Нива           | деревня                 | 18        | Святосельское сельское поселение                                     |
| 218 | Сухлово              | деревня                 | 12        | Святосельское сельское поселение                                     |
| 219 | Тарасово             | деревня                 | ↘1        | Свапущенское сельское поселение                                      |
| 220 | Твердякино           | деревня                 | ↘7        | Сорожское сельское поселение                                         |
| 221 | Тереховщина          | деревня                 | ↗9        | Залучьенское сельское поселение                                      |
| 222 | Толстик              | деревня                 | ↘1        | Мошенское сельское поселение                                         |
| 223 | Трестино             | деревня                 | ↘0        | Свапущенское сельское поселение                                      |
| 224 | Третники             | деревня                 | ↗14       | Свапущенское сельское поселение                                      |
| 225 | Троеручица           | деревня                 | ↘1        | Сорожское сельское поселение                                         |
| 226 | Турбаза «Сокол»      | населённый пункт        | ↘180      | Ботовское сельское поселение                                         |
| 227 | Турбаза «Хатинь Бор» | населённый пункт        | →0        | Ботовское сельское поселение                                         |
| 228 | Турская              | деревня                 | ↘6        | Мошенское сельское поселение                                         |
| 229 | Узгово               | деревня                 | ↘1        | Свапущенское сельское поселение                                      |
| 230 | Уницы                | деревня                 | ↘14       | Сорожское сельское поселение                                         |
| 231 | Уревы                | деревня                 | →0        | Сиговское сельское поселение                                         |
| 232 | Урицкое              | деревня                 | ↘0        | Свапущенское сельское поселение                                      |
| 233 | Хитино               | деревня                 | 167       | Хитинское сельское поселение                                         |
| 234 | Хретень              | деревня                 | →0        | Мошенское сельское поселение                                         |
| 235 | Хутора Дубские       | населённый пункт        | ↘1        | Ботовское сельское поселение                                         |
| 236 | Чёрный Дор           | деревня                 | 12        | Святосельское сельское поселение                                     |
| 237 | Чёрный Дор           | железнодорожная станция | ↘14       | Святосельское сельское поселение                                     |
| 238 | Чигориха             | деревня                 | 1         | Святосельское сельское поселение                                     |
| 239 | Шадыки               | деревня                 | 0         | Замошское сельское поселение                                         |
| 240 | Шалабаево            | деревня                 | →0        | Свапущенское сельское поселение                                      |
| 241 | Шелехово             | деревня                 | →0        | Свапущенское сельское поселение                                      |
| 242 | Шиловка              | деревня                 | ↘5        | Ботовское сельское поселение                                         |
| 243 | Щебериха             | деревня                 | →0        | Залучьенское сельское поселение                                      |
| 244 | Щемелинка            | хутор                   | →0        | Залучьенское сельское поселение                                      |
| 245 | Щучье                | деревня                 | ↘40       | Святосельское сельское поселение                                     |
| 246 | Южный                | посёлок                 | 138       | Замошское сельское поселение                                         |
| 247 | Язово                | деревня                 | ↘1        | Сиговское сельское поселение                                         |
| 248 | Ясенское             | деревня                 | ↗20       | Замошское сельское поселение                                         |

## Экономика
За 12 месяцев 2007 года объём отгруженных товаров собственного производства, выполненных работ и услуг в целом по МО (по данным статистики в разрезе по крупным и средним предприятиям) составил 2499,6 млн руб. Основные предприятия: ЗАО «Осташковский кожевенный завод», ОАО «Завод Луч», Филиал ОАО «Тверьхлебпром» — Осташковский хлебокомбинат, ООО «Радуга», ООО «Софья», ООО «Миармлес».

## Транспорт
Через район проходит железная дорога «Бологое—Великие Луки».

## Культура
В городе Осташков работают Городской Дворец Культуры «Юбилейный», Районный Дом Культуры.

## Достопримечательности

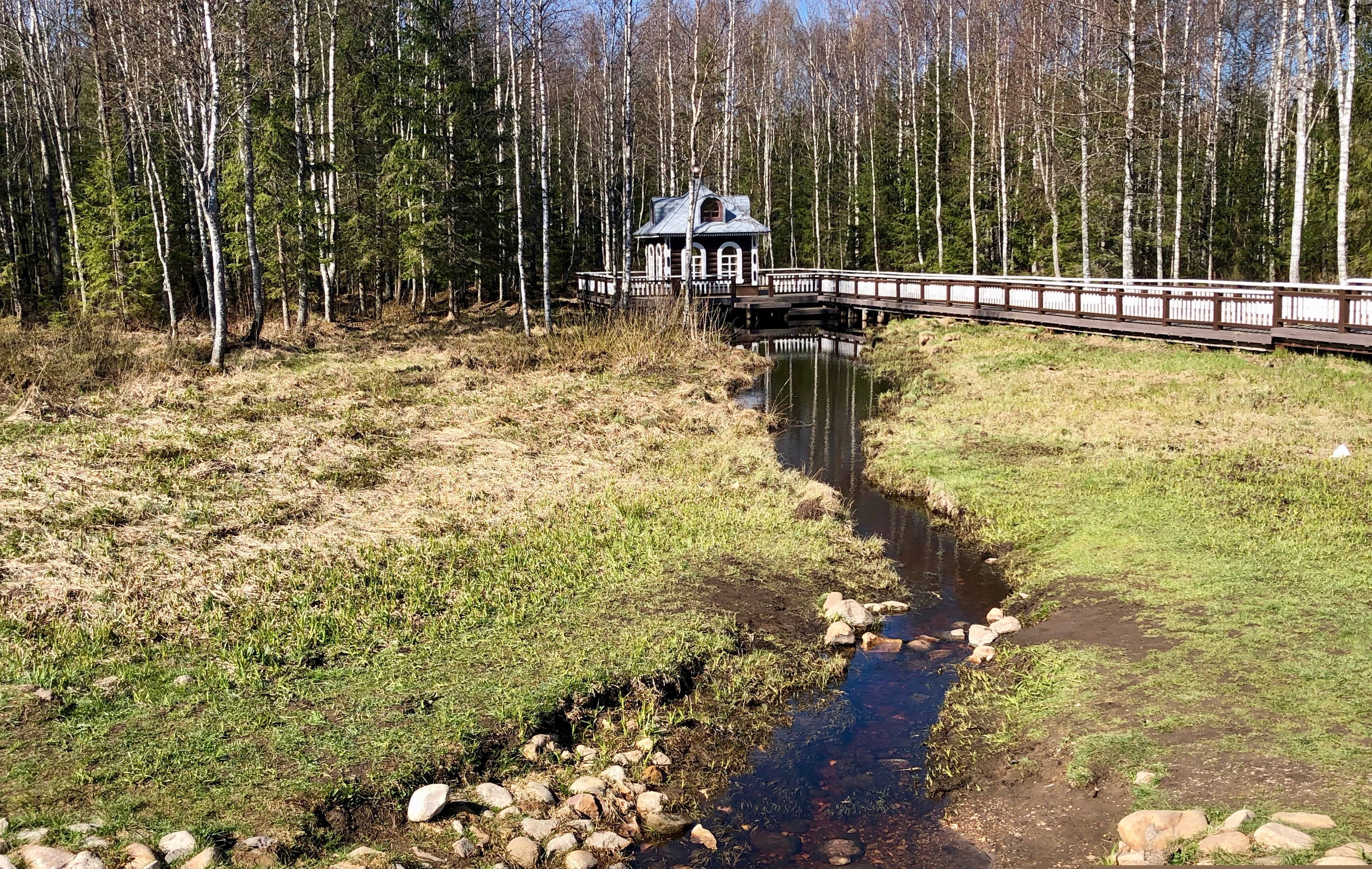
Исток Волги

- Монастырь Нилова пустынь.
- Бывшая усадьба Толстых «Ельцы»